# 杭州医学院

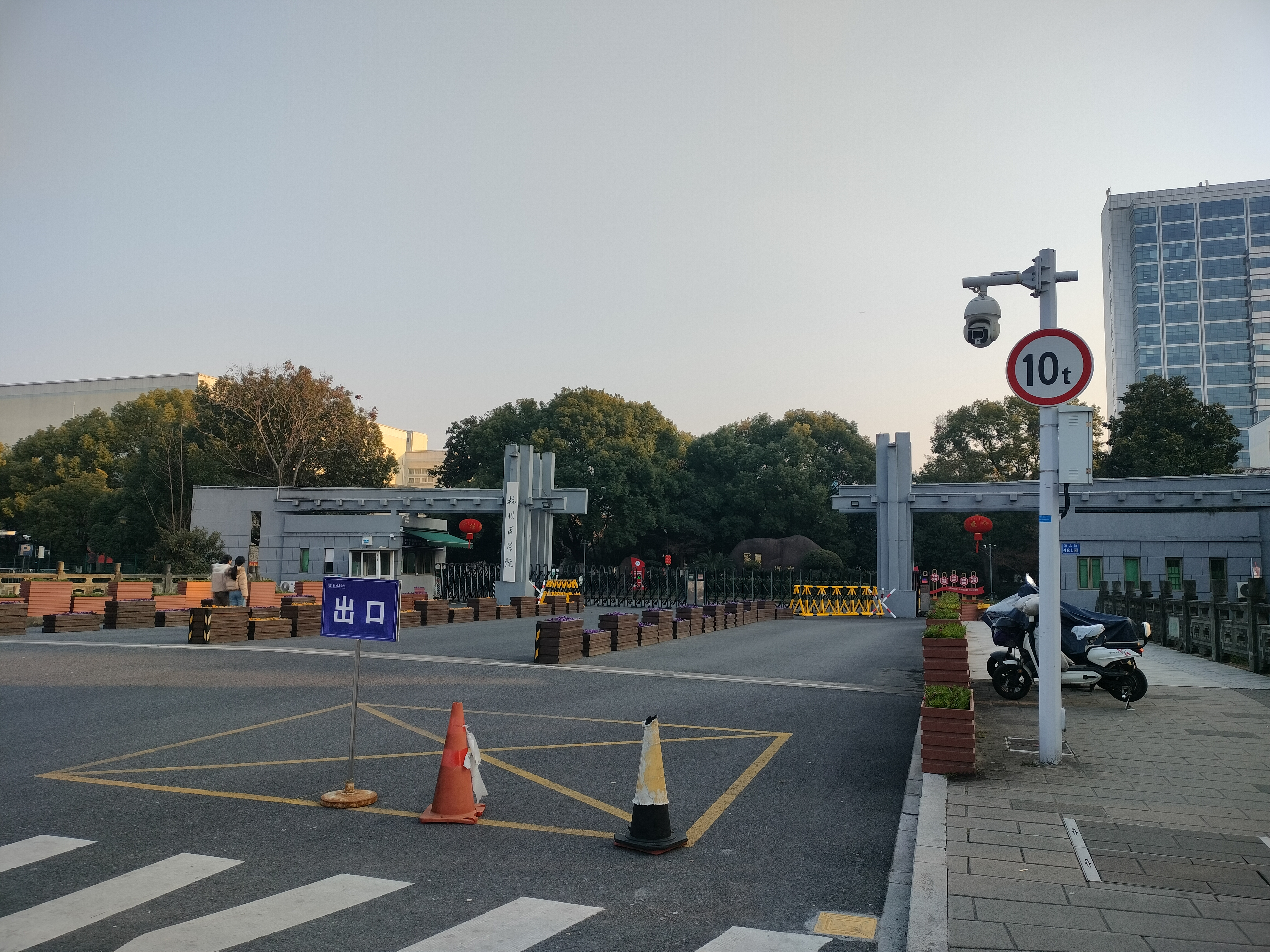
校门

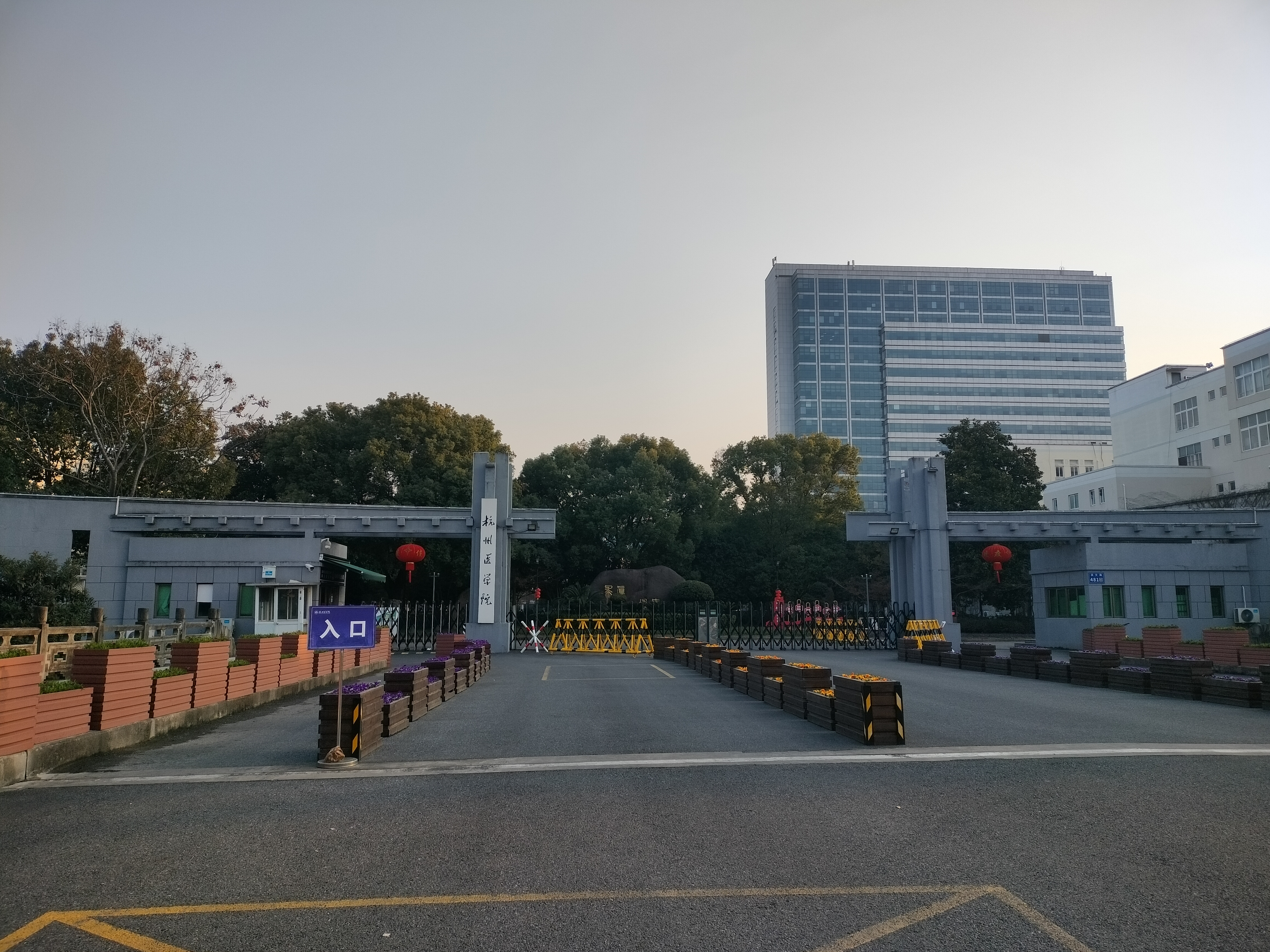
校门

杭州医学院是位于中國浙江省杭州市的一所高等院校，是浙江省卫健委直属的唯一一所医学院校，前身是1925年创建的浙江省立女子产科学校，历经浙江省立杭州高级医事职业学校、杭州卫生学校、浙江省卫生学校、浙江医学职业技术学院、浙江医学高等专科学校几个发展阶段。

## 历史

### 杭州医学院
1974年10月，因文革停办的杭州卫生学校复校，并改名为浙江省卫生学校。
2002年9月，浙江医学职业技术学院迁往滨江高教园区。2004年5月，学院更名为浙江医学高等专科学校。2016年3月，浙江医专获教育部批复升格更名并开始招本科生。2016年4月8日浙江省人民医院正式成为杭州医专的直属附属医院。2016年10月8日，浙江医学高等专科学校正式更名为杭州医学院。

### 浙江省医学科学院
1928年，洪式闾私人集资创办杭州热带病研究所，为中国最早建立的热带病科研机构。1950年2月，研究所改建为浙江省立卫生实验院。1955年实验院更名为浙江省卫生实验院。1960年实验院与浙江医科大学合并并更名为浙江医学科学院，1963年医科院与浙江医科大学分离并更名为浙江卫生实验院。1968年实验院更名为浙江人民卫生实验院。1984年实验院更名为为浙江医学研究院，1987年研究院更名为浙江省医学科学院。

### 合并
2019年，浙江省医学科学院与原杭州医学院整体合并组建新杭州医学院。合并后两院以浙江省医学科学院的名称招收研究生，以杭州医学院的名称招收本科生。

## 简介
学校有滨江、临安两个校区，总占地面积667.2亩，校舍建筑面积26.22万平米，全日制在校生5400余人。杭医临安校区位于临安区锦南街道核心的柯家村区块，占地面积500亩，从2017年开始招收新生2000人。现有341名专任教师，其中具有硕士研究生以上学历者173人，其中博士生67人。
2016年9月，学院迎来了首届300名本科新生，分别就读于临床医学、医学影像学、护理学、药学、医学检验技术5个专业。

## 专业设置
本科专业（5个）：临床医学专业（五年制）、医学影像学专业（五年制，省高等教育重点专业）、医学检验技术专业、药学专业、护理学专业（四年制）。属于理科第二批招生。
专科专业（12个）：临床医学、口腔医学、康复治疗技术、医学检验技术、卫生检验与检疫技术、医学影像技术、卫生信息管理、卫生监督、健康管理、药学、护理、助产。

## 相关机构
- 三级甲等直属附属医院1家（浙江省人民医院）
- 三级乙等直属附属医院1家（正在建设中）
- 非直属附属医院5家
- 教学医院61家
- 教学基地74个[6]
- 合并浙江省医学科学院后杭州医学院拥有1个国家重点实验室，1个P3级动物实验室，多个省级实验室以及研究所。

## 师资
学院在合并省医科院后师资力量有所提升，目前拥有两位两院院士（毛江森、桑国卫）。